# David Settle Reid

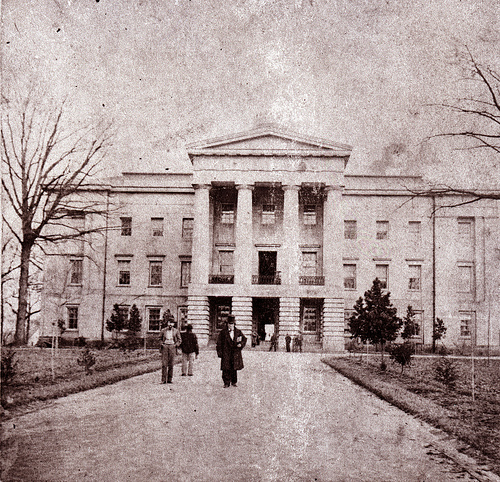
David Settle Reid i förgrunden framför North Carolina State Capitol år 1861

David Settle Reid, född 19 april 1813 i Rockingham County, North Carolina, död 19 juni 1891 i Reidsville, North Carolina, var en amerikansk demokratisk politiker. Han representerade delstaten North Carolina i båda kamrarna av USA:s kongress, först i representanthuset 1843–1847 och sedan i senaten 1854–1859. Han var guvernör i North Carolina 1851–1854.
Reid studerade juridik och inledde 1833 sin karriär som advokat i North Carolina. Han var ledamot av delstatens senat 1835–1842. Han blev invald i USA:s representanthus i kongressvalet 1842 och omvaldes 1844. Han ställde inte upp för omval i kongressvalet 1846.
Reid efterträdde 1851 Charles Manly som guvernör. Delstatens lagstiftande församling lyckades inte enas om en efterträdare som senator åt Willie Person Mangum vars mandatperiod löpte ut i mars 1853. Reid tillträdde som senator i december 1854 och han efterträddes som guvernör av Warren Winslow. Senator Reid kandiderade för omval men demokraterna i North Carolina noiminerade Thomas Bragg i stället. Reid efterträddes som senator av Bragg i mars 1859.
Reid var delegat till North Carolinas konstitutionskonvent år 1875. Han avled 1891 och gravsattes på Greenview Cemetery i Reidsville.